# Schleppfischen

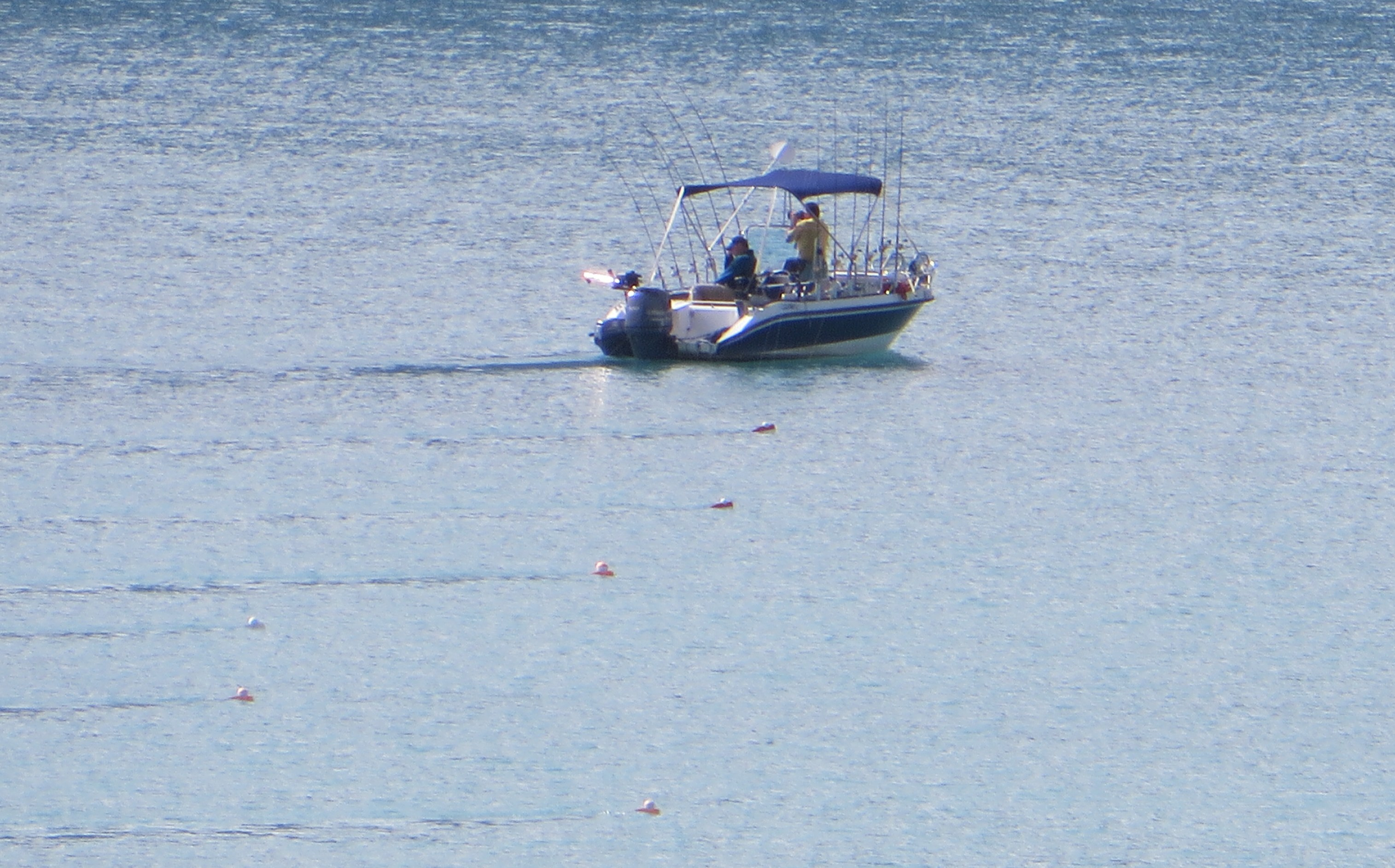
Schleppfischer auf dem Brienzersee mit vielen Hunden

Das Schleppfischen, auch Schleppangeln oder Trolling genannt, ist eine Angeltechnik, bei der ein Köder hinter dem Boot durch das Wasser geführt wird. Dabei können einfache Schleppschnüre verwendet werden oder die Angelschnüre werden an Ruten befestigt. 

## Schleppfischen mit Hund
Bei dieser Variante ist am Ende der Angelschnur ein Schwimmkörper angebracht, der wie ein Schiffchen von etwa 70 cm Länge aussieht. Dieses Schiffchen wird als Seehund oder Hund bezeichnet. Es können zu beiden Seiten des Bootes mehrere solcher Hunde eingesetzt werden. Durch die Position der Fixpunkte zur seitlichen Befestigung der Zugleine wird bewirkt, dass der Hund während der Fahrt sich nicht hinter dem Boot her bewegt, sondern auf die gewünschte Seite hin um das gewünschte Maß ausschert. Der Vorteil besteht darin, dass damit eine breite Bahn im See nach hoch stehenden Fischen abgesucht werden kann. Gleichzeitig werden die Fische nicht vom Boot überfahren oder durch dieses verscheucht. Der Hund kann auch wie ein kleiner Katamaran aufgebaut sein, er hat dann zwei Kufen.

## Situation in Deutschland
In Deutschland ist das Schleppfischen erst seit einiger Zeit etwas populärer geworden und gewinnt vermehrt an Beliebtheit. Nicht zuletzt aus den USA und Skandinavien ist diese teilweise kostenintensive Angelmethode in die deutschen Gewässer gelangt.
Mittlerweile werden von Vereinen auch in Deutschland Veranstaltungen speziell für das Schleppfischen veranstaltet.

## Zielfische in Deutschland
Die primären Zielfische in Deutschland sind in den Meeresgewässern Meerforelle, Lachs und Dorsch.
Im Süßwasser sind die beliebtesten Zielfische Hecht, Zander und Barsch.